# Phytophthora
Genre
Synonymes
- Blepharospora Petri[1]
- Kawakamia Miyabe, 1903[1]
- Mycelophagus L.Mangin, 1903[1]
- Nozemia G.H.Pethybridge, 1913[1]
- Phloeophthora Kleb.[1]
- Pythiacystis R.E.Sm. & E.H.Sm.[1]
- Pythiomorpha H.E.Petersen[1]
- Sphaerosporangium Sparrow, 1931[1]

Phytophthora (du grec : φυτόν (phytón), « plante » et φθορά (phthorá), « destruction ») est un genre de « champignons » oomycètes phytopathogènes infectant un grand nombre de végétaux parmi lesquels se trouvent plusieurs plantes ou arbres cultivés tels la pomme de terre, la vigne, le châtaignier ou le pommier. Il touche également les cactus (mildiou des cactées). Le genre est décrit pour la première fois en 1875 par Heinrich Anton de Bary. Approximativement 100 espèces de Phytophthora ont été décrites, cependant on estime leur nombre entre 100 et 500.

## Biologie
Ces organismes autrefois classés parmi les champignons sont aujourd'hui rattachés aux straménopiles. En effet, bien que présentant un aspect morphologique semblable aux champignons de par la présence de mycélium, leur biologie (métabolisme, cycle de reproduction sexuée) est très différente. La confusion taxonomique des oomycètes avec les champignons phytopathogènes a entraîné un retard dans l'acquisition de connaissances sur ce phytopathogène majeur.
Les Phytophthora sont des parasites qui ont des modes d'infection de type biotrophe, nécrotrophe et hémibiotrophe. Selon l'espèce considérée, une souche peut être pas, peu ou très pathogène et plus ou moins virulente selon les conditions de l'environnement et l'espèce hôte infectée. La gamme d'hôtes peut être étroite et limitée à quelques espèces (Phytophthora infestans) ou bien large et englobant plusieurs genres et familles de végétaux différents (Phytophthora ramorum, Phytophthora cinnamomi).
Les Phytophthora sont diploïdes à l'état végétatif et présentent des cycles de reproduction asexuée et sexuée. Le cycle de reproduction asexuée se réalise à l'aide de sporanges et de zoospores ainsi que de chlamydospores pour certaines espèces. Le cycle de reproduction sexuée fait intervenir la production de gamétanges où se déroule la méiose (anthéridie et oogone) qui fusionneront pour former une oospore. Ils peuvent croître et se reproduire in vitro sans plante-hôte en milieux liquides ou gélosés, synthétiques ou à base d'extraits végétaux. Cependant, la présence de certains produits comme les stérols sont essentiels pour la fabrication des oospores.

## Écologie
On sait que ces organismes peuvent être transportés par les canaux et cours d'eau .
Phytophthora peut aussi toucher les arbres (semis et racines des hêtres matures par exemple), peut être au cours de co-infections ou d'infections opportunistes (après des gels, sécheresses ou pluies polluées par exemple).
Dans toute l'Europe, une espèce de Phytophthora, P. xalni, est responsable de dépérissements massifs d'aulnes en bord de rivières depuis la fin des années 1990. Cette espèce est un hybride stérile qui craint les extrêmes du climat. Elle est favorisée par le réchauffement du climat dans le NE de la France (hivers moins froids), mais craint les étés caniculaires du SE.
On l'a cru cause première des dépérissements presque foudroyants de marronniers observés dans les années 2000, mais il pourrait n'être qu'un agent secondaire opportuniste, car non systématiquement trouvé. Le marronnier serait plutôt victime de la bactérie Pseudomonas syringae.
En 2012, après des pluies printanières prolongées, on a constaté en Allemagne du sud, une mortalité importante des pousses basses de l'année, chez de jeunes hêtres (en sous-étage, jusqu’à une hauteur de 2 m) ; les nécroses touchant parfois aussi les tissus de l’année précédente. Une cinquantaine de branches ont été analysées, et un spécimen du genre Phytophthora retrouvé dans presque 70 % des cas. Il semblait provenir du sol et remonter vers les parties aériennes (via les éclaboussures de pluie, ou via des spores remontés par des insectes et/ou escargots). Des forestiers craignent que la régénération naturelle et artificielle du hêtre, notamment en sous-étage en soit affectée (par un ralentissement de croissance et affaiblissement des jeunes plants, notamment sur sols très humides ou peu drainants et déjà infesté par Phytophthora).

## Espèces dePhytophthora
C'est un groupe d'espèces qui co-évolue probablement depuis très longtemps avec les plantes, en s'adaptant par de multiples stratégies à leurs systèmes de défense. Il est possible que les activités humaines (échanges et transports de produits agricoles, sylvicoles et horticoles) aient pu contribuer à propager certaines souches pathogènes dans le monde (mildiou de la pomme de terre par exemple) ou à les favoriser en dégradant les sols et la diversité des végétaux cultivés. Des souches introduites peuvent attaquer des espèces indigènes. Par exemple, un colloque a indiqué qu'en Australie en 2001 Phytophthora cinnamomi affectait directement 2000 des 9000 espèces indigènes du continent. En 2010, on en connaissait 98 espèces, mais malgré les progrès de la systématique moléculaire, des confusions sont encore possibles dans la reconnaissance de nouvelles espèces et des difficultés persistent dans l'identification des espèces. Ceci est en partie dû au fait que certaines séquences de la GenBank sont encore mal identifiées (à partir de cultures parfois mal annotées). Des complexes d'espèces de P. capsici, P. citricola, P. cryptogea, P. dreschleri, P. megasperma pourront faire l'objet de révision taxonomie.
Certains sont considérés comme des pathogènes émergents, faisant l'objet de suivis dans certains pays :
- Phytophthora cactorum, responsable d'une maladie du pommier communément appelée Chancre du collet ;
- Phytophthora infestans, responsable du mildiou de la pomme de terre ;
- Phytophthora cinnamomi, responsable de maladies racinaires sur Rhododendron, de la maladie de l'encre du châtaignier (Europe, Amérique du Nord) et de l'encre du chêne (Q. robur, Q. rubra, Q. ilex, Q. suber, Europe) ;
- Phytophthora ramorum, responsable de maladies foliaires sur Rhododendron et diverses plantes ornementales ainsi que de la maladie de la mort subite du chêne aux États-Unis.

## Traitement
Un traitement au Trichoderma harzianum peut être efficace dans certaines conditions.
En préventif, l'Aliette, un fongicide systémique autorisé en France est efficace sur la plupart des plantes, tout en ménageant les mycorhizes et la pédofaune.

## Liste des taxons de rang inférieur
Liste des espèces selon GBIF (19 avril 2022) :
- Phytophthora acerina Ginetti, T.Jung, D.E.L.Cooke & Moricca
- Phytophthora agathidicida B.S.Weir, Beever, Pennycook & Bellgard
- Phytophthora aleatoria P.M.Scott, R.McDougal & P.M.Taylor
- Phytophthora alni Brasier & S.A.Kirk
- Phytophthora alticola Maseko, Cout. & M.J.Wingf.
- Phytophthora amnicola T.I.Burgess & T.Jung
- Phytophthora andina Adler & Flier
- Phytophthora aquatilis C.X.Hong
- Phytophthora aquimorbida C.X.Hong
- Phytophthora arenaria A.J.Rea, Stukely & T.Jung
- Phytophthora asiatica M.Z.Rahman, H.Mukobata & Kageyama
- Phytophthora asparagi Saude & Hausbeck
- Phytophthora attenuata T.Jung, M.Horta Jung, Scanu & Bakonyi
- Phytophthora austrocedrae
- Phytophthora austrocedri Gresl. & E.M.Hansen
- Phytophthora balyanboodja T.I.Burgess
- Phytophthora betacei M.F.Mideros, L.E.Lagos & S.Restrepo
- Phytophthora bilorbang Aghighi, G.E.Hardy, J.K.Scott & T.I.Burgess
- Phytophthora bisheria
- Phytophthora bishii Abad, J.A.Abad & Louws
- Phytophthora boehmeriae Sawada
- Phytophthora borealis E.M.Hansen, W.Sutton & Reeser
- Phytophthora botryosa Chee
- Phytophthora brassicae De Cock & Man
- Phytophthora cactorum (Lebert & Cohn) J.Schröt.
- Phytophthora cajani K.S.Amin, Baldev & F.J.Williams
- Phytophthora cambivora (Petri) Buisman
- Phytophthora capensis Bezuid., Denman, A.McLeod & S.A.Kirk
- Phytophthora capsici Leonian
- Phytophthora captiosa M.A.Dick & K.Dobbie
- Phytophthora caryae N.J.Brazee, X.Yang & C.X.Hong
- Phytophthora castaneae Katsura & K.Uchida
- Phytophthora castanetorum T.Jung, Horta Jung, Bakonyi & Scanu
- Phytophthora chesapeakensis Man
- Phytophthora chlamydospora Brasier & E.M.Hansen
- Phytophthora chrysanthemi Naher, Hid.Watan., Chikuo & Kageyama
- Phytophthora cichorii Bertier, H.Brouwer, De Cock & D.E.L.Cooke
- Phytophthora cinnamomi Rands
- Phytophthora citricola Sawada
- Phytophthora citrophthora (R.E.Sm. & E.H.Sm.) Leonian
- Phytophthora clandestina P.A.Taylor, Pascoe & F.C.Greenh.
- Phytophthora cocois B.S.Weir, Beever, Pennycook, Bellgard & J.Y.Uchida
- Phytophthora colocasiae Racib.
- Phytophthora condilina T.I.Burgess
- Phytophthora constricta A.J.Rea, Stukely & T.Jung
- Phytophthora cooljarloo T.I.Burgess
- Phytophthora crassamura Scanu, Deidda & T.Jung
- Phytophthora cryptogea Pethybr. & Laff.
- Phytophthora cyperi (Ideta) Ito
- Phytophthora cyperi (Ideta) S.Ito
- Phytophthora cyperi-bulbosi Seethal. & K.Ramakr.
- Phytophthora cyperi-iriae Sawada
- Phytophthora cyperi-rotundati Sawada, 1927
- Phytophthora dauci Bertier, H.Brouwer & De Cock
- Phytophthora drechsleri Tucker
- Phytophthora elongata A.Rea, Stukely & T.Jung
- Phytophthora erythroseptica Pethybr.
- Phytophthora estuarina Marano, A.L.Jesus & Pires-Zottar.
- Phytophthora europaea E.M.Hansen & T.Jung
- Phytophthora fagopyri S.Takim. ex S.Ito & Tokun.
- Phytophthora fallax K.Dobbie & M.A.Dick
- Phytophthora fischeriana (Höhnk) Sparrow
- Phytophthora flexuosa T.Jung, M.Horta Jung, Scanu & Bakonyi
- Phytophthora fluvialis T.Jung & T.I.Burgess
- Phytophthora foliorum Donahoo & Lamour
- Phytophthora formosa T.Jung, M.Horta Jung, Scanu & Bakonyi
- Phytophthora fragariae Hickman
- Phytophthora fragariaefolia M.Z.Rahman, S.Uematsu, Toru Takeuchi, K.Shirai & Kageyama
- Phytophthora frigida Maseko, Cout. & M.J.Wingf.
- Phytophthora gallica T.Jung & Nechw.
- Phytophthora gemini Man
- Phytophthora gibbosa T.Jung, Stukely & T.I.Burgess
- Phytophthora gloveri Z.G.Abad & Shew
- Phytophthora gonapodyides (H.E.Petersen) Buisman
- Phytophthora gondwanensis L.A.Shuttlew., K.Scarlett, R.Daniel & D.I.Guest
- Phytophthora gregata T.Jung, Stukely & T.I.Burgess
- Phytophthora hedraiandra De Cock & Man
- Phytophthora ×heterohybrida T.Jung, M.Horta Jung, Scanu & Bakonyi
- Phytophthora hibernalis Carne
- Phytophthora himalayensis Dastur
- Phytophthora himalsilva Vettraino, Brasier & Vannini
- Phytophthora humicola W.H.Ko & Ann
- Phytophthora hydrogena Xiao Yang & C.X.Hong
- Phytophthora idaei D.M.Kenn.
- Phytophthora ilicis Buddenh. & Roy A.Young
- Phytophthora infestans (Mont.) de Bary
- Phytophthora ×incrassata T.Jung, M.Horta Jung, Scanu & Bakonyi
- Phytophthora inflata Caros. & Tucker
- Phytophthora insolita Ann & W.H.Ko
- Phytophthora intercalaris Xiao Yang, Balci, Brazee, Loyd & C.X.Hong
- Phytophthora intricata T.Jung, M.Horta Jung, Scanu & Bakonyi
- Phytophthora inundata Brasier, Sánch.Hern. & S.A.Kirk
- Phytophthora ipomoeae Flier & Grünwald
- Phytophthora iranica Ershad
- Phytophthora irrigata C.X.Hong & Gallegly
- Phytophthora irritabilis Mantri & K.B.Deshp.
- Phytophthora italica Cacciola, Magnano & Belisario
- Phytophthora japonica G.M.Waterh.
- Phytophthora kernoviae Brasier, Beales & S.A.Kirk
- Phytophthora kwongonina T.I.Burgess
- Phytophthora lactucae Bertier, H.Brouwer & De Cock
- Phytophthora lacustris Brasier, Cacciola, Nechw., T.Jung & Bakonyi
- Phytophthora lateralis Tucker & Milbrath
- Phytophthora leersiae Sawada
- Phytophthora leersiae Sawada ex H.H.Ho & H.S.Chang
- Phytophthora lepironiae Sawada
- Phytophthora lilii M.Z.Rahman, S.Uematsu, Motohashi, Kimish., H.Suga & Kageyama
- Phytophthora litchii (C.C.Chen ex W.H.Ko, H.S.Chang, H.J.Su, C.C.Chen & L.S.Leu) Voglmayr, Göker, Riethm. & Oberw.
- Phytophthora litoralis T.Jung, Stukely & T.I.Burgess
- Phytophthora macilentosa Xiao Yang, Copes & C.X.Hong
- Phytophthora macrochlamydospora Erwin
- Phytophthora macrochlamydospora J.A.G.Irwin
- Phytophthora meadii Mc Rae
- Phytophthora meadii McRae
- Phytophthora medicaginis E.M.Hansen & D.P.Maxwell
- Phytophthora megakarya
- Phytophthora megasperma Drechsler
- Phytophthora mekongensis Cacciola & Hoa
- Phytophthora melonis Katsura
- Phytophthora mengei G.T.Browne, Gallegly & C.X.Hong
- Phytophthora mexicana Hotson & Hartge
- Phytophthora mirabilis Galindo & H.R.Hohl
- Phytophthora mississippiae Xiao Yang, Copes & C.X.Hong
- Phytophthora morindae Abad & S.C.Nelson
- Phytophthora moyootj T.I.Burgess
- Phytophthora multivesiculata Ilieva & Man
- Phytophthora multivora P.M.Scott & T.Jung
- Phytophthora nagaii M.Z.Rahman, S.Uematsu, Toru Takeuchi, K.Shirai & Kageyama
- Phytophthora nemorosa E.M.Hansen & Reeser
- Phytophthora nicotianae Breda de Haan
- Phytophthora nicotianae Henn.
- Phytophthora obscura Grünwald & Werres
- Phytophthora occultans Man
- Phytophthora oleae Schena, Ruano-Rosa, Agosteo & Cacciola
- Phytophthora ornamentata Scanu, B.Linaldeddu & T.Jung
- Phytophthora oryzo-bladis J.S.Wang & J.Y.Lu ex H.H.Ho
- Phytophthora palmivora (E.J.Butler) E.J.Butler
- Phytophthora parsiana Mostowf., D.E.L.Cooke & Banihash.
- Phytophthora parvispora Scanu & Denman
- Phytophthora phaseoli Thaxt.
- Phytophthora pini Leonian
- Phytophthora pinifolia Alv.Durán, Gryzenh. & M.J.Wingf.
- Phytophthora pistaciae Mirab.
- Phytophthora plurivora T.Jung & T.I.Burgess
- Phytophthora pluvialis Reeser, W.Sutton & E.M.Hansen
- Phytophthora polonica Belbahri, E.Moralejo, Calmin & Oszako
- Phytophthora polygoni Sawada
- Phytophthora porri Foister
- Phytophthora primulae J.A.Toml.
- Phytophthora primulae Thomlinson, 1952
- Phytophthora prodigiosa Cacciola & Tri
- Phytophthora pseudocryptogea Safaief., Mostowf., G.E.Hardy & T.I.Burgess
- Phytophthora pseudolactucae M.Z.Rahman, S.Uematsu, Kanto, Kusunoki, Y.Ishiguro, H.Suga & Kageyama
- Phytophthora pseudorosacearum T.I.Burgess
- Phytophthora pseudosyringae T.Jung & Delatour
- Phytophthora pseudotsugae Hamm & E.M.Hansen
- Phytophthora psychrophila T.Jung & E.M.Hansen
- Phytophthora quercetorum Balci & S.Balci
- Phytophthora quercina T.Jung
- Phytophthora quininea Crand.
- Phytophthora ramorum Werres, De Cock & Man
- Phytophthora rhizophorae Pires-Zottar., A.L.Jesus & Marano
- Phytophthora richardiae Buisman
- Phytophthora richardie Buisman
- Phytophthora riparia Reeser, W.Sutton & E.M.Hansen
- Phytophthora rosacearum E.M.Hansen & W.F.Wilcox
- Phytophthora rubi (W.F.Wilcox & J.M.Duncan) Manld
- Phytophthora rubra Mantri & K.B.Deshp.
- Phytophthora sansomea
- Phytophthora sansomeana E.M.Hansen & Reeser
- Phytophthora siskiyouensis Reeser & E.M.Hansen
- Phytophthora sojae Kaufm. & Gerd.
- Phytophthora ×stagnum Xiao Yang & C.X.Hong
- Phytophthora stricta Xiao Yang, Copes & C.X.Hong
- Phytophthora syringae (Kleb.) Kleb.
- Phytophthora taihokuensis
- Phytophthora taxon Pgchlamydo
- Phytophthora tentaculata Kröber & Marwitz
- Phytophthora terminalis Man
- Phytophthora thalictri G.W.Wilson & Davis
- Phytophthora thermophila T.Jung & Stukely
- Phytophthora trifolii E.M.Hansen & D.P.Maxwell
- Phytophthora tropicalis Aragaki & J.Y.Uchida
- Phytophthora tubulina T.Jung, T.Cech, Scanu, Horta Jung & Bakonyi
- Phytophthora tyrrhenica Scanu, Cacciola, Seddaiu, Bakonyi & T.Jung
- Phytophthora uliginosa T.Jung & E.M.Hansen
- Phytophthora verrucosa Alcock & Foister
- Phytophthora versiformis T.Paap & T.I.Burgess
- Phytophthora vignae Purss
- Phytophthora virginiana Xiao Yang & C.X.Hong
- Phytophthora vulcanica T.Jung, Horta Jung, Scanu, Bakonyi & Cacciola